# Баснин, Пётр Тимофеевич
Пётр Тимофеевич Баснин (1778—1842) — русский купец, благотворитель. Коммерции советник.

## Биография
Родился в 1778 году в Иркутске в семье купца Тимофея Максимовича из рода Басниных. У Петра также были братья Дмитрий и Николай (четвёртый брат Василий умер в 1804 году), с которыми он продолжал дело отца. Они занимались покупкой шкур пушных зверей в Восточной Сибири и обменивали её в приграничной Кяхте на чай и прочие товары из Китая, которые продавали на Нижегородской ярмарке и в Москве. В 1812 году они открыли «Торговый дом Басниных» с уставным капиталом в 50 тысяч рублей, вскоре он занял одно из лидирующих мест в торговле с Китаем.
В семье Басниных была крупная библиотека. Пётр Баснин имел привычку вести дневники, по материалам которых писал мемуары. В 1902—1904 годах внук Баснина издал некоторые фрагменты из дневников деда под названием «Из прошлого Сибири. Мученики и мучители» и «Из записок деда. Таинственные люди и таинственные явления». Пётр Баснин продолжал также ведшуюся в роду Басниных с XVIII века «Летопись губернского города Иркутска» (издана в 1902 году в составе сборника документов «Первое столетие Иркутска»).
П. Т. Баснин участвовал в сибирском ополчении во время Отечественной войны 1812 года. Имел право на собственные ремесленные заведения в Иркутске, ездил с кучером и с ременными постромками. Несколько раз бывал в Санкт-Петербурге, где был представлен императорам Александру I и Николаю I, а также присутствовал на придворных балах и как представитель от сибирского купечества.
Дружил с М. М. Сперанским и даже навещал опального сановника в Перми.
Пётр Тимофеевич Баснин был мануфактур-корреспондентом Министерства финансов в Иркутске. Активно интересовался достижениями современной науки, являлся корреспондентом Московского общества сельского хозяйства (МОСХ), в 1833 году стал корреспондентом Главного московского общества овцеводства. Хотел открыть сахарный завод в Сибири и стал членом «Комитета сахароваров» МОСХа. Изучал практические перспективы выращивания свеклы и варения сахара в Сибири. Благодаря его усилиям в 1850-е годы в Сибири открылись первые сахароваренные заводы. За свою деятельность по развитию промышленности и торговли в Сибири он получил орден Святого Владимира 4-й степени с формулировкой «за полезное».
В 1830 году П. Т. Баснин участвовал в планировке и строительстве каменной церкви в селе Никола. В дальнейшем он очень много уделял внимания Никольской церкви и жертвовал на неё значительные средства. Также Баснин разрабатывал проект постройки Гостиного двора в Якутске.
Негативно относился к декабристам, тем не менее в 1833 году согласился доставить им несколько ящиков с посылками из Москвы.
В 1830-е годы Пётр Баснин вышел из семейного капитала и объявил свой «благоприобретенный капитал». До 1842 года в переписи кяхтинских купцов значилось два рода Басниных: Николая Тимофеевича — коммерции советника, почётного гражданина, купца I гильдии с капиталом более 15 тысяч рублей серебром и Петра Тимофеевича — коммерции советника, почётного гражданина, купца I гильдии с капиталом также более 15 тысяч рублей серебром.
По словам иркутского историка Владимира Манассеина, который изучал историю рода Басниных и лично встречался с их представителями, Пётр Баснин был «удивительно типичный кряжистый старорусский человек, от которого так и веет семнадцатым, а может быть, даже более ранними веками». Его отличительной чертой являлся «протест против всякой неправды».
Пётр Тимофеевич Баснин умер в 1842 году. Его дело продолжил сын Павел (?—1867) — почётный гражданин, кяхтинский, а позже иркутский купец I гильдии, золотопромышленник, меценат, член-соревнователь Русского Географического общества. Он имел широкую сеть приказчиков; в 1850—1853 годах претендовал на место старшего попечителя в совете Иркутского сиропитательного дома. Интересовался сельскохозяйственной наукой. Вдова Петра Баснина Аграфена Григорьевна обратилась в кяхтинскую градскую ратушу с заявлением о причислении наследников к роду Николая Тимофеевича. Ходатайство было удовлетворено. Его сын, внук П. Т. Баснина — журналист Пётр Павлович Баснин.